# Crypturellus obsoletus
Il tinamo bruno (Crypturellus obsoletus (Temminck, 1815)) è un uccello  della famiglia dei Tinamidi, diffuso in Sud America.

## Descrizione
Lunghezza: 25–30 cm.

Peso: 358-482 g (maschio), 395-548 g (femmina).

## Distribuzione e habitat
L'areale di questa specie si estende dalla Colombia centro-orientale all'Ecuador orientale; Perù; Bolivia settentrionale; Venezuela settentrionale; Brasile; Paraguay orientale ed Argentina nord-orientale.

## Sistematica
Sono note 9 sottospecie:
- Crypturellus obsoletus cerviniventris (Sclater & Salvin, 1873) - presente nella parte settentrionale del Venezuela
- Crypturellus obsoletus knoxi Phelps Jr, 1976 - diffusa in Venezuela
- Crypturellus obsoletus castaneus (Sclater, 1858) - diffusa dalla Colombia al Perù
- Crypturellus obsoletus ochraceiventris (Stolzmann, 1926) - endemica del Perù
- Crypturellus obsoletus traylori Blake, 1961 - endemica del Perù sud-orientale
- Crypturellus obsoletus punensis (Chubb, 1918 - presente in Perù e Bolivia
- Crypturellus obsoletus griseiventris (Salvadori, 1895) - endemica del Brasile settentrionale
- Crypturellus obsoletus hypochraceus (Miranda-Ribeiro, 1938) - endemica del Brasile meridionale
- Crypturellus obsoletus obsoletus (Temminck, 1815) - presente in Brasile, Paraguay e Argentina settentrionale